# Suger apát
Suger apát, franciául: Suger de Saint-Denis (1081 – 1151. január 13.) teológus, bencés szerzetes, adminisztrátor, író, politikus, építész, kortársai ötvösként is említették. VI. és VII. Lajos királyok tanácsadója, a királyi hatalom központosításának fő támasza. Jelmondata: „Novum contra usum” (Az új a megszokottal szemben) volt.

## Életpályája
Fiatalon, a 12. század első évtizedében került Saint-Denis-apátságba, 1122-ben apáttá választották. 1127-től reformálta meg az apátságot.  VII. Lajos tanácsadójaként közreműködött a király és Aquitániai Eleonóra házasságának létrejöttében, később pedig igyekezett a válásuk ellen hatni. Történeti munkái közül a legfontosabb VI. Lajosról szól, de saját tevékenységéről is két könyvet írt.
Nevéhez fűződik a Saint-Denis-i Saint-Denis-székesegyház átépítése, amelynek során  tulajdonképp megteremtette a gótikát. A neustriai építészetből vett elemekkel olyan építészeti rendet teremtett, ami megfelelt teológiai-művészeti nézeteinek, nevezetesen annak a fénymisztikának, ami Suger nyomán az egész gótikus művészetet áthatotta. E nézeteit Az igazgatásról és A felszentelésről című munkáiban fejtette ki. Hatott rá Dionüsziosz Areopagitész. 
Saint-Denis átépítésével nemcsak elviekben alapozta meg a gótikát. A templom hagyományos keletelt tájolása a fény, vagyis Isten szolgálatában áll úgy, hogy a felkelő nap a szentélyt világítja meg, a lemenő pedig a nyugati főhomlokzatot. A szentély elrendezését ezért úgy oldotta meg, hogy minél több fény beáramolhasson: megmagasította a boltozatokat, de úgy, hogy közben szerkezetüket is megmásította (bordás boltozat). Változtatott a nyugati homlokzaton is: hármas kapuzat (utalás a Szentháromságra), rózsaablak, függőleges tagolás. A fény poézisét a főhajóba is szerette volna bejuttatni, de halála miatt erre nem került sor, csak sejthetni lehet írásai alapján, hogy a csarnokteret tartotta megfelelőnek ahhoz, hogy mindenki átérezze a liturgiát. Suger apát példaképe Salamon, a Templom építője volt, s vezéreszméje a dilectio decoris domus Dei, az Isten házának szépségében való gyönyörködés. Bár ő maga egyszerű és mértékletes volt, a kolostort fényűző módon alakíttatta át.
Clairvaux-i Szent Bernát élesen bírálta Suger apátot és az első gótikus templom pompáját.

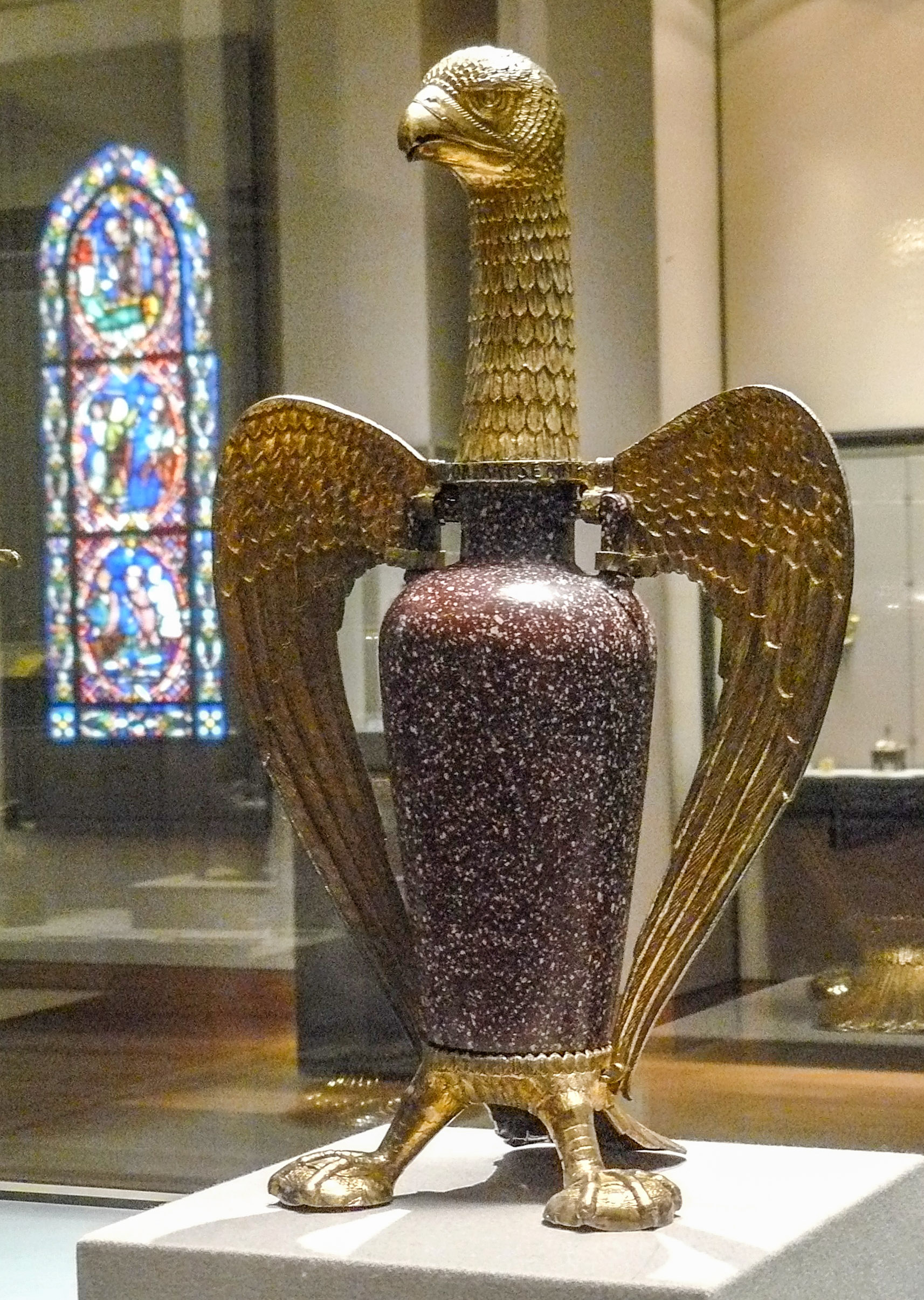
Suger apát kelyhe (Louvre, Párizs)